# Tram van Graz

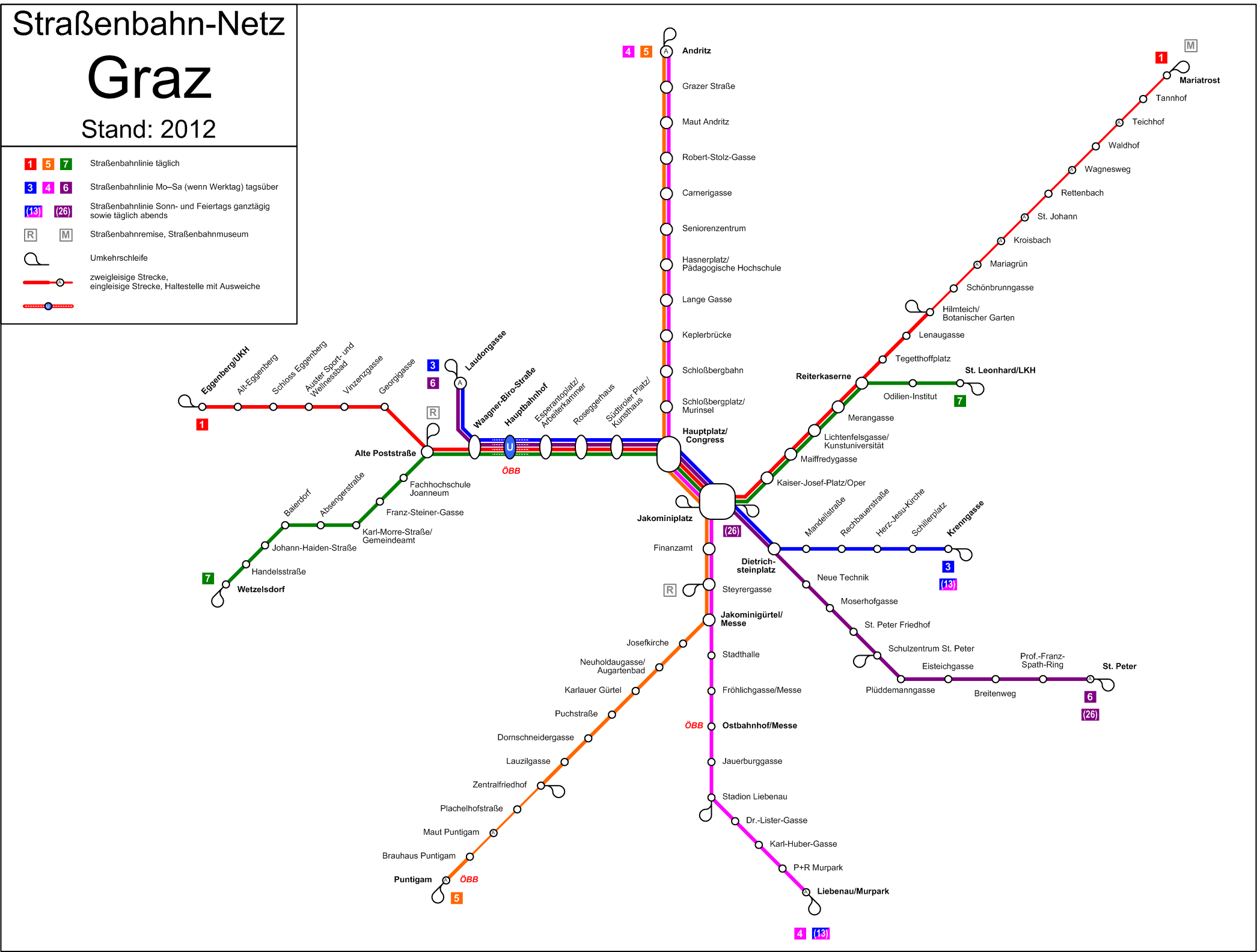
Netkaart van de Tram van Graz; 2012.

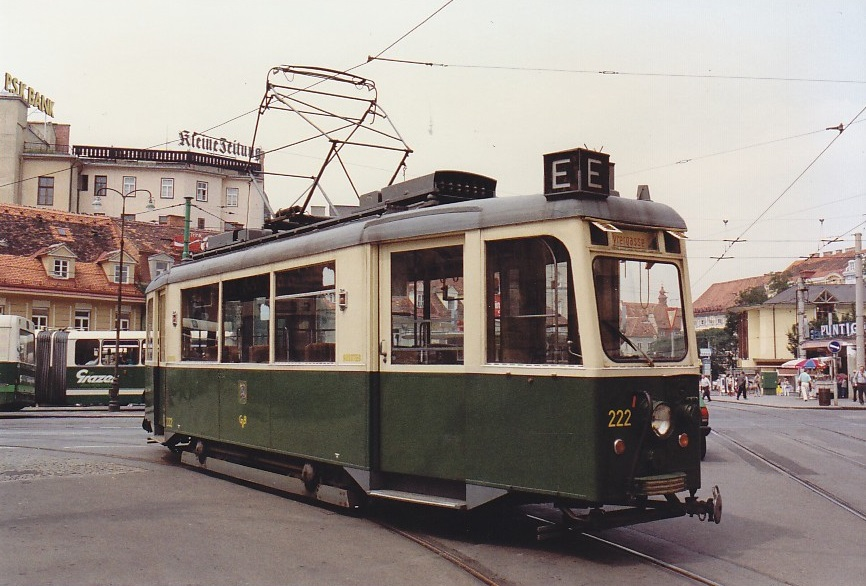
Wagen 222, Jakominiplatz, 1989

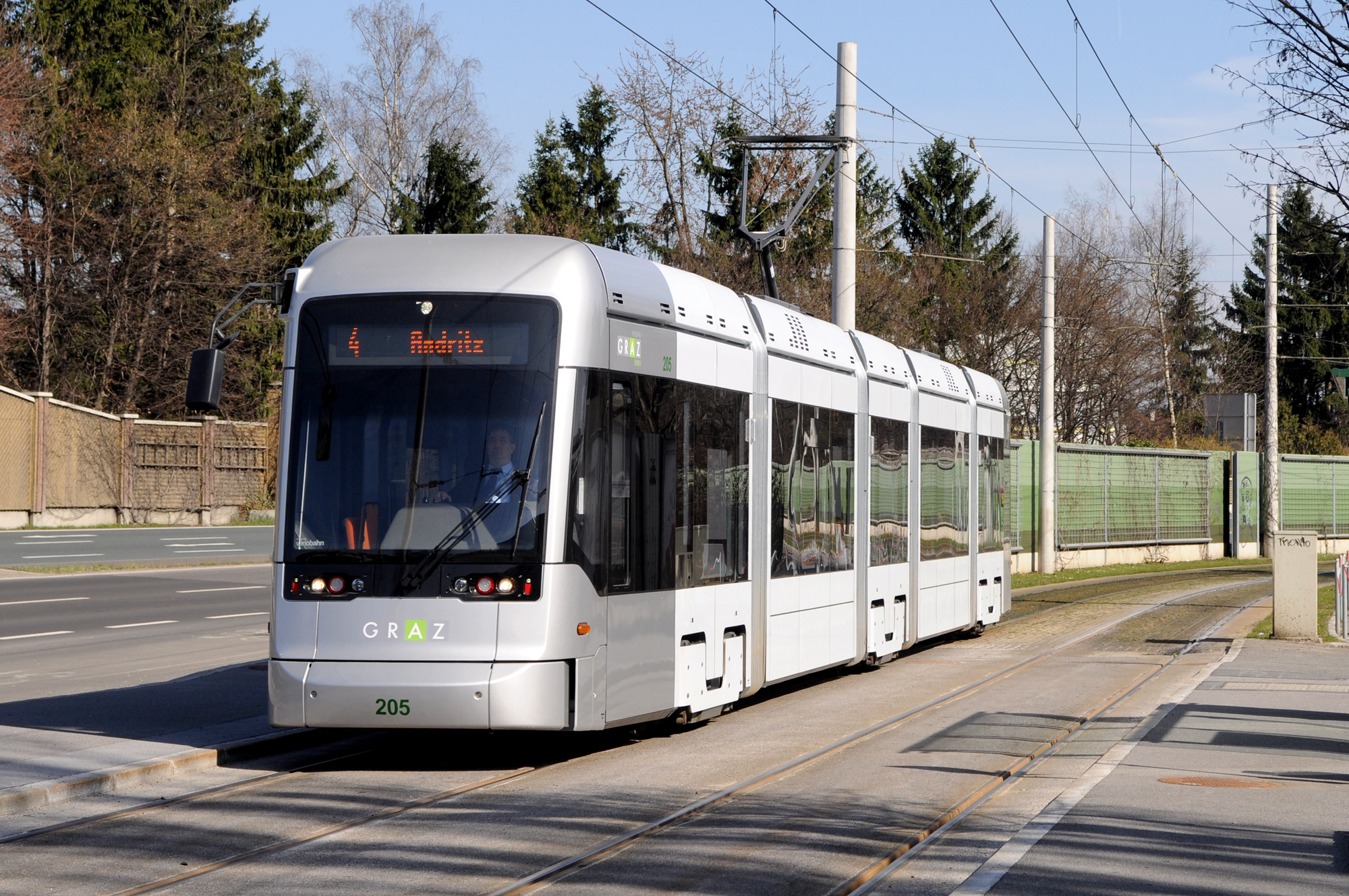
Variobahn 205 op lijn 4, aan de halte Dr. Lister-Gasse; 2014.

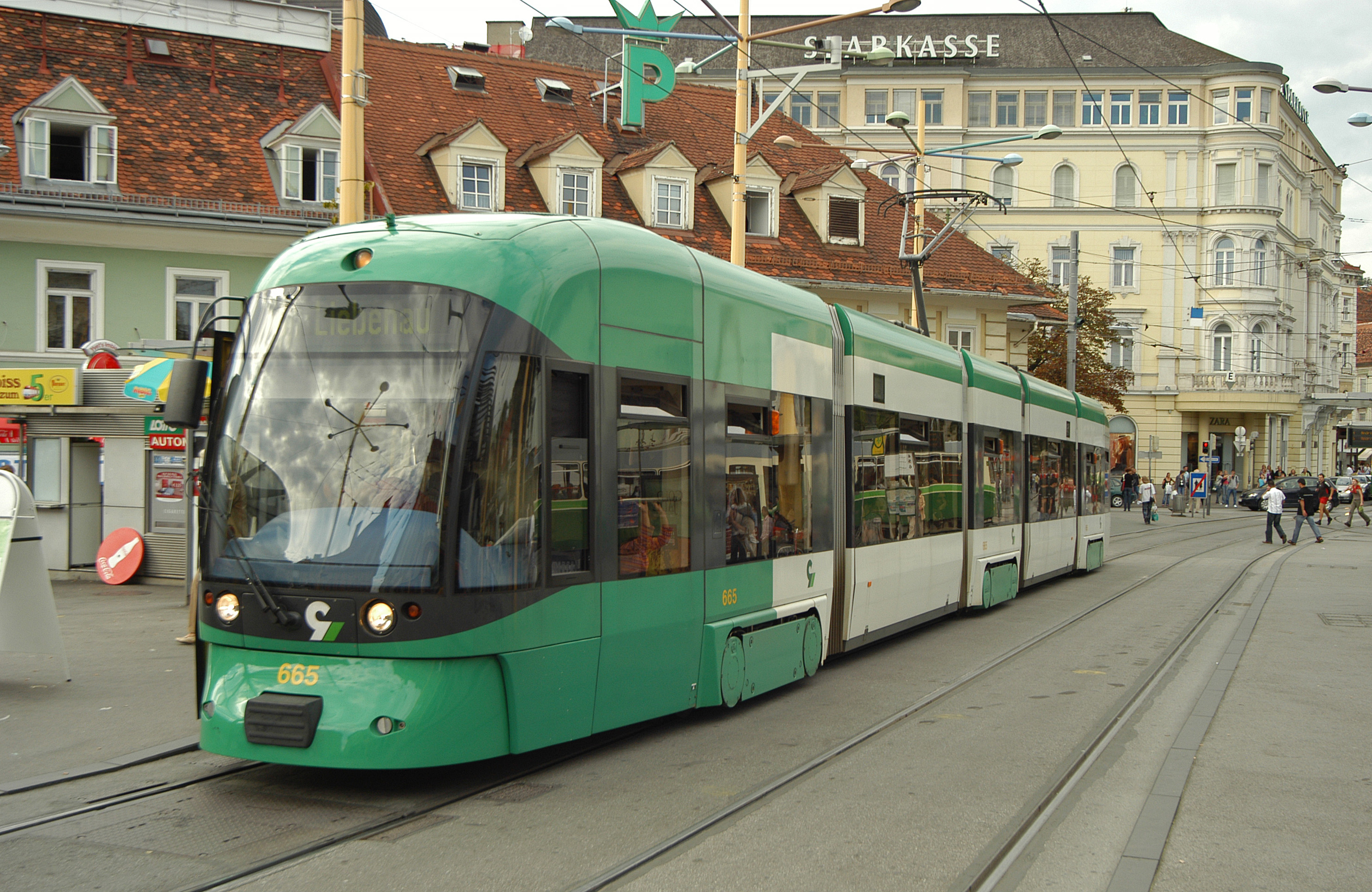
Cityrunner 665 op de Jakominiplatz; 2007.

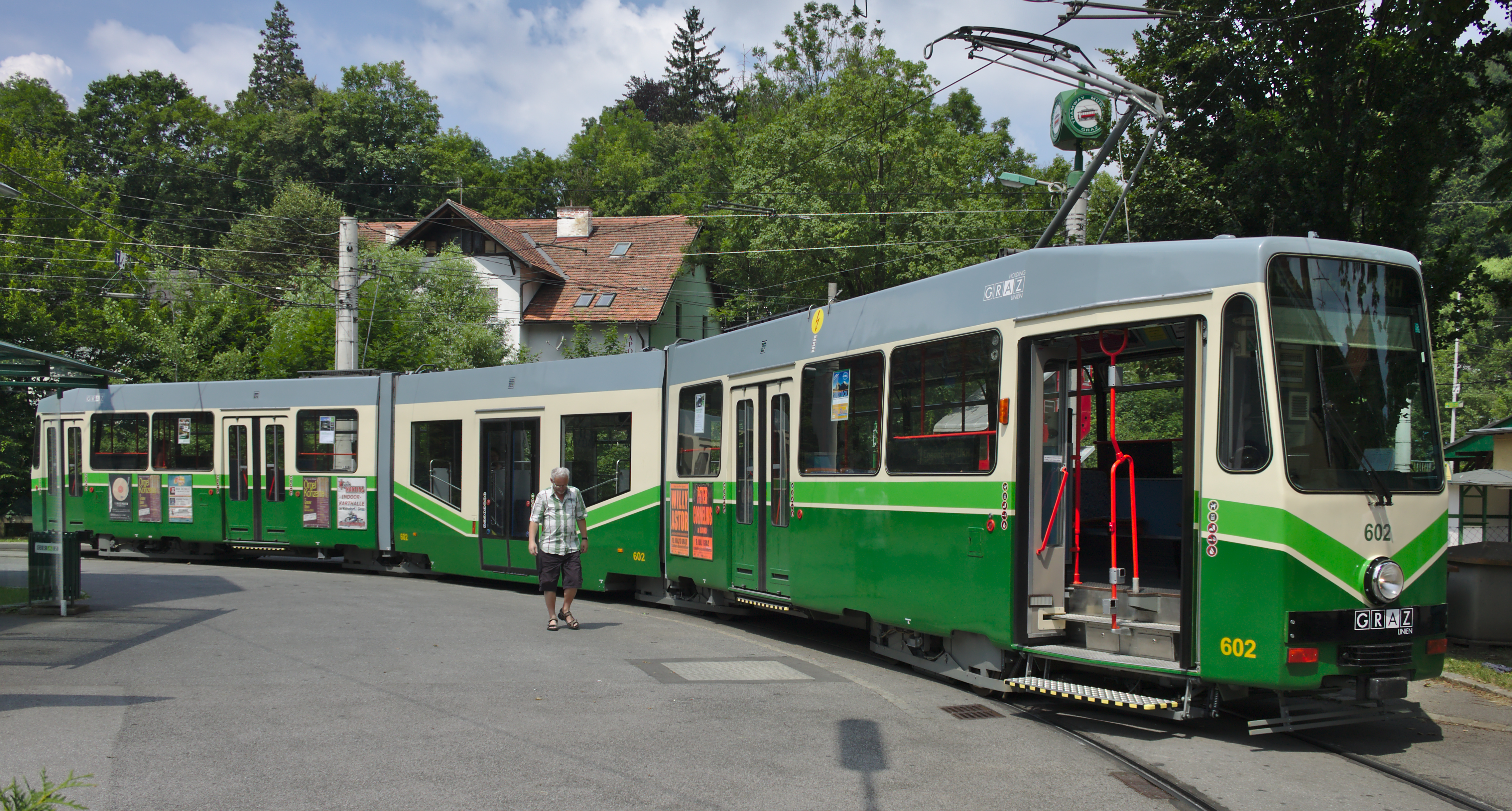
Gelede wagen 602, met lagevloermiddenbak, op lijn 1 aan de halte Mariatrost; 2013.

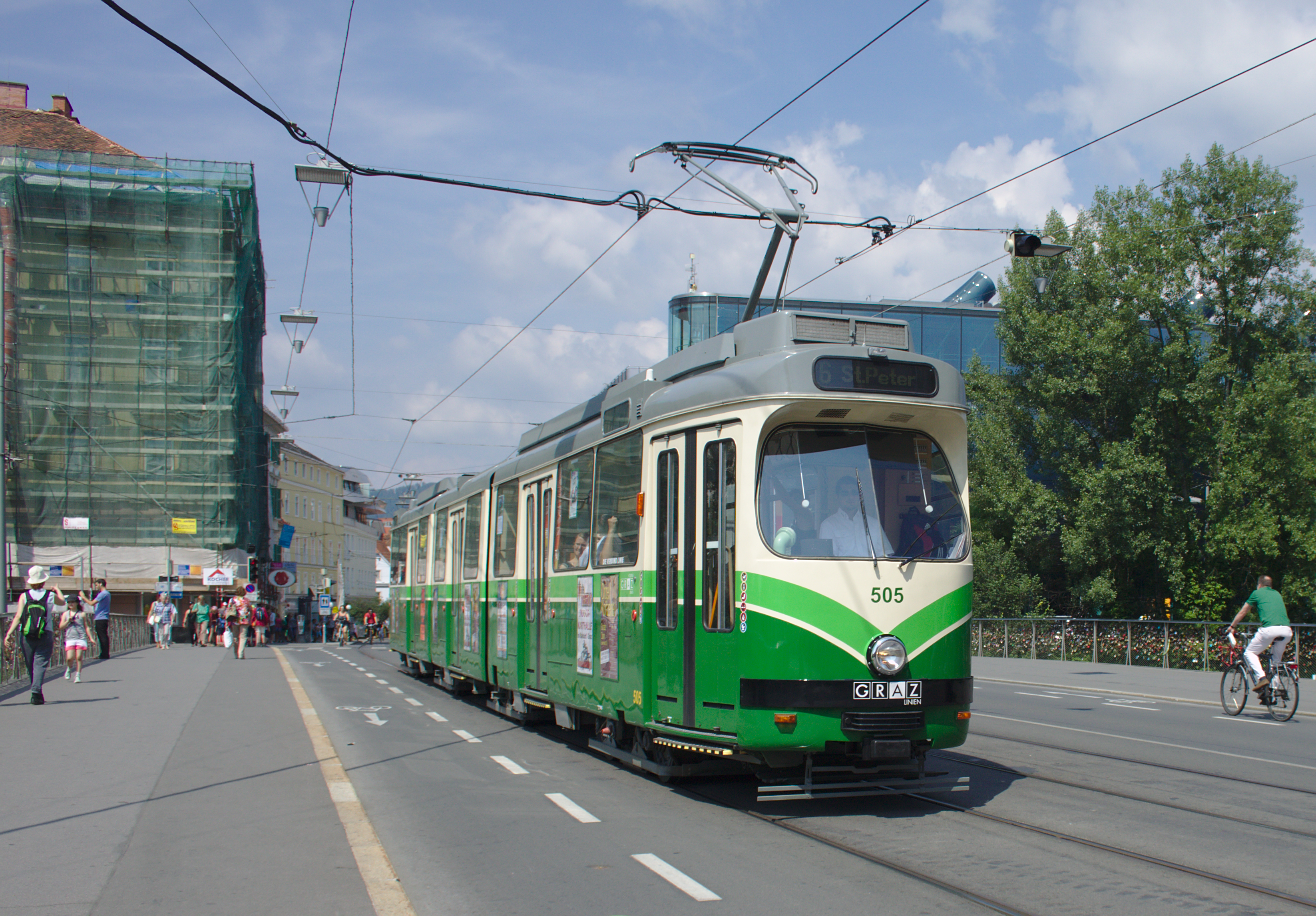
Gelede wagen 505 op lijn 6 op de Erzherzog-Johann-Brücke; 2013.

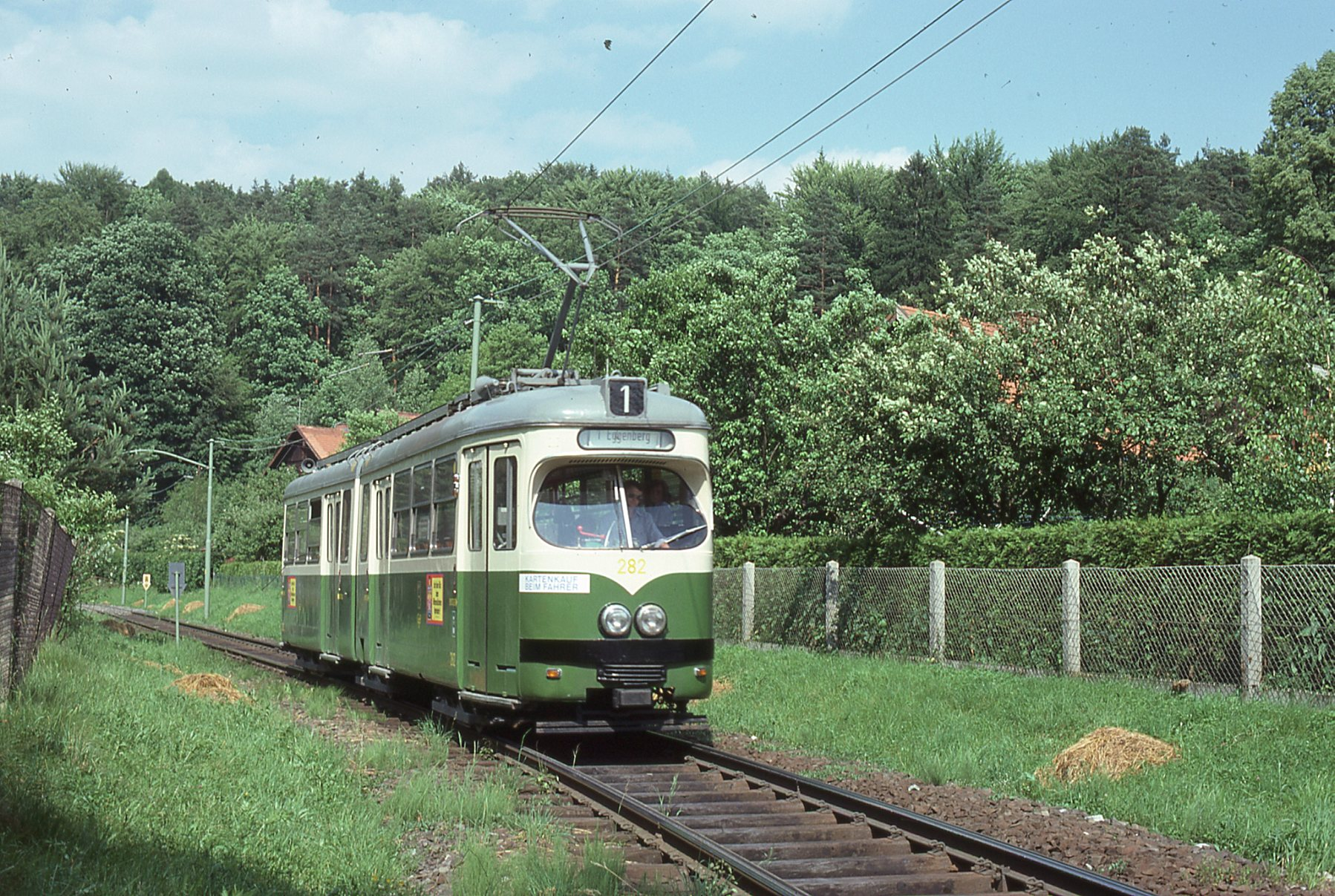
Gelede wagen 282 op lijn 1 naar Mariatrost; 1977.

De tram van Graz vormt de kern van openbaar vervoer in de hoofdstad van de Oostenrijkse deelstaat Stiermarken.
Op 8 juli 1878 werd in Graz de eerste paardentramlijn geopend. Vanaf 1899 werd het trambedrijf geëlektrificeerd. De tram wordt geëxploiteerd door de Holding Graz Linien, voorheen Grazer Verkehrsbetriebe (GVB), een dochteronderneming van het gemeentelijk nutsbedrijf Grazer Stadtwerke AG. Er worden jaarlijks circa 52 miljoen reizigers per tram vervoerd.
Het normaalsporige tramnet heeft een lijnlengte van totaal 70,4 kilometer en telt 82 haltes. Het tramnet wordt bediend door zeven dagelijkse lijnen. De lijnen 1 en 7 kruisen het centrum van oost naar west. Lijn 7 loopt van het zuidwesten via het centrum naar het oosten en lijn 1 loopt van het noordwesten via het centrum naar het noordoosten. De lijnen 4 en 5 lopen van noord naar zuid. De lijnen 3 en 6 lopen vanaf het centraal station via het centrum naar het zuidoosten. Het centrale overstappunt is halte Jakominiplatz.

## Recente uitbreidingen
In de jaren 2006 en 2007 zijn de lijnen 4, 5 en 6 verlengd. Lijn 5 is een paar honderd meter verlengd naar het nieuwe OV-knooppunt in Puntigam. Lijn 4 is 1,4 kilometer verlengd vanaf eindpunt Libenau naar Murpark en lijn 6 werd met 1,7 kilometer verlengd van Sankt-Peter Schulzentrum naar Peterstal. In 2016 werd lijn 7 verlengd naar LKH Graz. In 2021 werd lijn 4 verlengd naar Reininghaus, en lijn 6 naar Smart City.

## Lijnen
- Lijn 1: Eggenberg/UKH – Alt-Eggenberg – Schloss Eggenberg – Janzgasse – Vinzenzgasse – Georgigasse – Alte Poststraße – Waagner-Biro-Straße – Eggenbergergürtel – Esperantoplatz – Roseggerhaus – Südtiroler Platz – Hauptplatz – Jakominiplatz – Kaiser-Josefplatz – Maiffredygasse – Lichtenfelsgasse – Merangasse – Reiterkaserne – Tegetthofplatz – Lenaugasse – Hilmteich – Schönbrunngasse – Mariagrün – Kroisbach – Sankt-Johann – Rettenbach – Wagnesweg – Waldhof – Teichhof – Tannhof – Mariatrost
- Lijn 3: Hauptbahnhof – Eggenbergergürtel – Esperantoplatz – Roseggerhaus – Südtiroler Platz – Hauptplatz – Jakominiplatz – Dietrichsteinplatz – Mandellstraße – Rechbauerstraße – Herz-Jesu-Kirche – Schillerplatz – Krenngasse
- Lijn 4: Andritz – Grazer Straße – Maut Andritz – Robert-Stolz-Straße – Carnerigasse – Seniorenzentrum – Hasnerplatz – Lange Gasse – Keplerbrücke – Schlossbergbahn – Schlossbergplatz – Hauptplatz – Jakominiplatz – Finanzamt – Steyrergasse – Jakominigürtel – Stadthalle – Fröhlichgasse – Ostbahnhof – Jauerburggasse – Liebenau – Murpark
- Lijn 5: Andritz – Grazer Straße – Maut Andritz – Robert-Stolz-Straße – Carnerigasse – Seniorenzentrum – Hasnerplatz – Lange Gasse – Keplerbrücke – Schlossbergbahn – Schlossbergplatz – Hauptplatz – Jakominiplatz – Finanzamt – Steyrergasse – Jakominigürtel – Josefkirche – Neuholdaugasse – Karlauer Gürtel – Puchstraße – Dornschneidergasse – Lauzilgasse – Zentralfriedhof – Plachelhofstraße – Maut Puntigam – Puntigam
- Lijn 6: Hauptbahnhof – Eggenbergergürtel – Esperantoplatz – Roseggerhaus – Südtiroler Platz – Hauptplatz – Jakominiplatz – Dietrichsteinplatz – Neue Technik – Moserhofgasse – Sankt-Peter Friedhof – Sankt-Peter Schulzentrum – Peterstal
- Lijn 7: Wetzelsdorf – Handelstraße – J.-Haiden-Straße – Balerdorf – Straßganger Straße – Karl-Morre-Straße – Franz-Steiner-Gasse – Fachhochschule Joanneum – Alte Poststraße – Waagner-Biro-Straße – Eggenbergergürtel – Esperantoplatz – Roseggerhaus – Südtiroler Platz – Hauptplatz – Jakominiplatz – Kaiser-Josefplatz – Maiffredygasse – Lichtenfelsgasse – Merangasse – Reiterkaserne – Odilien-Institut – Sankt-Leonhard/LKH

De lijnen 3, 4 en 6 rijden alleen overdag.
- Lijn 12: Andritz – Sankt-Leonhard/LKH (rijdt alleen op zon- en feestdagen)
- Lijn 13: Krenngasse – Liebenau (rijdt alleen 's avonds en op zon- en feestdagen)

Lijn 2 (Ringlijn) werd in 1971 opgeheven. Tegenwoordig worden onder dit lijnnummer 's zomers ritten met museumtrams uitgevoerd.

### Bijzondere ritten
Naast de normale dagelijkse ritten worden ook bijzondere ritten met historische trams van het Tramway Museum Graz uitgevoerd. Er bestaat een goede samenwerking tussen het museum en de Holding Graz Linien. Tussen juni en september vinden gratis sightseeing-ritten plaats, die als Kulturlinie 2 aangeduid worden. Op de openingsdagen van het Tramway Museum worden tussen Mariatrost en Hilmteich nostalgieritten uitgevoerd. Daarnaast vindt ieder jaar ongeveer 14 dagen voor Kerstmis een bijzondere rit met de Licht-ins-Dunkel-Tram plaats, waarvan de opbrengst aan de Hilfskampagne Licht ins Dunkel ten goede komt.

## Remises
Van de oorspronkelijk vier remises worden er door de Holding Graz Linien nog twee gebruikt. Remise I bevindt zich aan de Steyrergasse, vlak bij het Direktiegebouw van de Holding Graz Linien. Remise III (Alte Poststraße) bevindt zich aan de Eggenberger Straße en werd geopend op 1 mei 1909.
In Remise I kunnen, in tegenstelling tot Remise III, alle reparaties en onderhoud uitgevoerd werden. Dit heeft tot gevolg dat de trams niet in een vaste remise ingedeeld kunnen worden, maar naar onderhoudsbehoefte worden ondergebracht.
De in 1992 opgeheven Remise II, die nog uit de paardentramtijd stamde, bevond zich tegenover de toegang tot het Hauptbahnhof aan het begin van de Eggenberger Straße. In de voormalige Remise IV aan eindpunt Mariatrost is sedert 1983 het Tramway Museum Graz ondergebracht.
Tegenover de Remise I in de Steyrergasse bevindt zich een nieuwe Remise II.

## Materieel
De tramdienst in Graz werd lang uitgevoerd met ongeveer 66 gelede eenrichtingtrams. In 1985-’86 werden 12 enkelgelede trams van het Typee Stadtbahnwagen Type M/N gebouwd (serie 601-612). In 1999 werden deze wagens voorzien van een lagevloermiddenbak. Tussen 2000 en 2001 heeft Bombardier 18 vijfdelige lagevloertrams van het Type Cityrunner geleverd (serie 651-668). Verder bezat het stadsvervoerbedrijf ongeveer 36 trams die gebouwd zijn in de jaren zestig en zeventig. Deze werden afgevoerd na aflevering van de 45 nieuwe lagevloertrams van de firma Stadler Rail (serie 201-245). Deze Variobahn genaamde trams werden tussen 2009 en 2015 afgeleverd. Sindsdien beschikt het trambedrijf uitsluitend over trams met een lage instap. In totaal zijn er nu 12 + 18 + 45 = 75 trams beschikbaar.

## Materieeloverzicht
| Nummers | Fabrikant    | Bouwjaren | Lengte (mm) | Assen | Asafstand (mm) | Zit- / staanplaatsen | Opmerkingen                                                                                     | Foto |
| ------- | ------------ | --------- | ----------- | ----- | -------------- | -------------------- | ----------------------------------------------------------------------------------------------- | ---- |
| 261-283 | SGP / Lohner | 1963-1965 | 19.560      | 6     | 6.000          | 40/75                | Buiten dienst gesteld vanaf 2009; de 262 is tot werkwagen verbouwd.                             |      |
| 291-293 | SGP Wenen    | 1966-1976 | 20.335      | 6     | 6.000          | 39/70                | Overgenomen uit Wenen; in dienst vanaf 12 nov. 2007, buiten dienst gesteld in 2012.             |      |
| 501-510 | SGP Graz     | 1978      | 25.343      | 8     | 6.000          | 40/94                | Type Mannheim                                                                                   |      |
| 521-537 | Düwag        | 1971-1973 | 25.900      | 8     | 6.000          | 59/88                | Type Mannheim, uit Duisburg overgenomen; buiten dienst gesteld vanaf 2010.                      |      |
| 581-584 | Eigenbouw    | 1995-1997 | 26.220      | 8     | 6.000          | 58/97                | Verbouwd uit de serie 260; in 1999 extra middenbak ingebouwd; buiten dienst gesteld vanaf 2010. |      |
| 601-612 | SGP Graz     | 1986-1987 | 27.000      | 8     | 6.000          | 41/126               | In 1999 lagevloer-middenbak toegevoegd                                                          |      |
| 651-668 | Bombardier   | 2000-2001 | 27.000      | 6     | 6.000          | 54/90                | Cityrunner, 100 % Lagevloer                                                                     |      |
| 201-245 | Stadler Rail | 2009-2015 | 27.000      | 6     | 6.000          | 54/90                | Variobahn, 100 % Lagevloer, modernste aanwezige tramgeneratie.                                  |      |

## Galerie

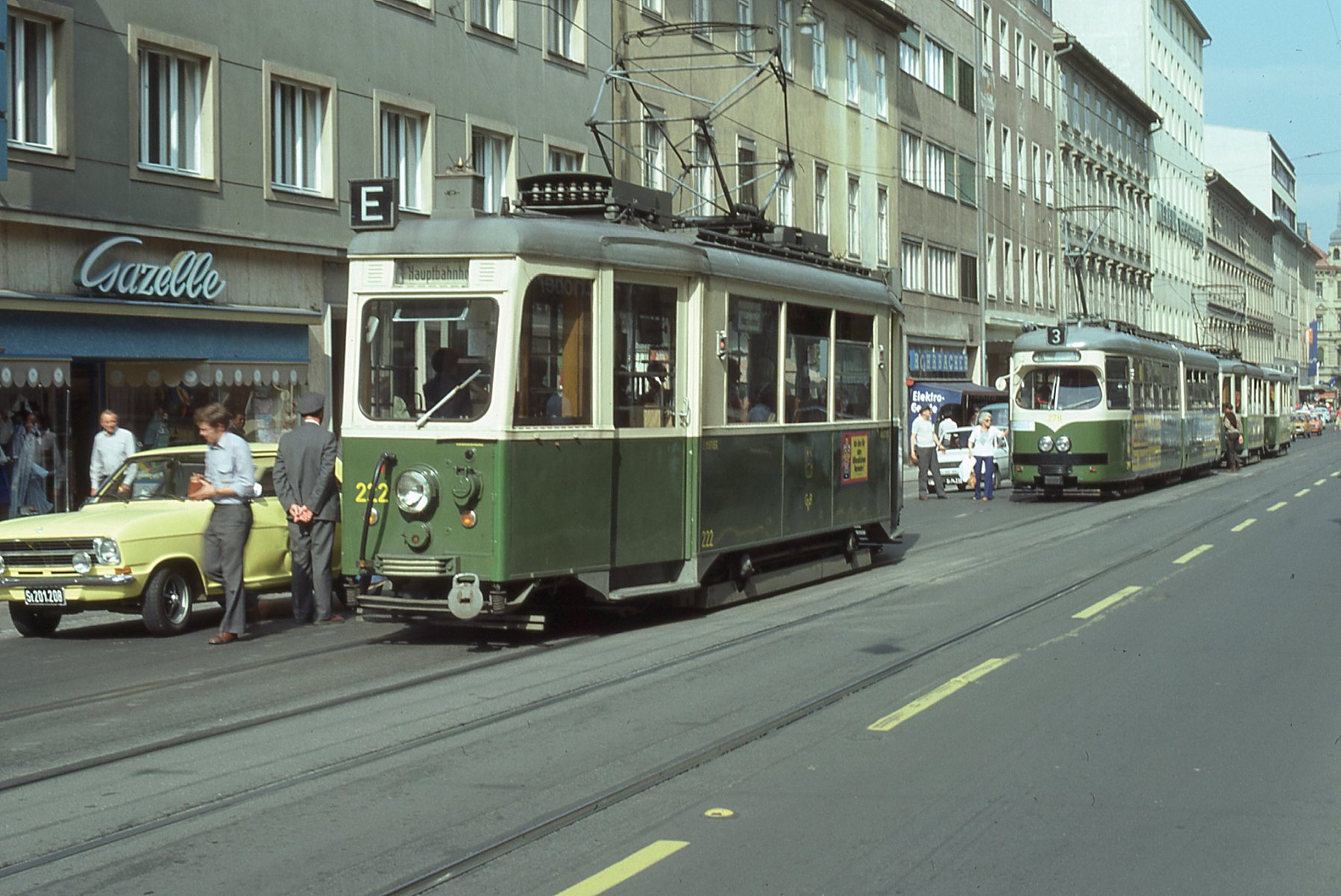
Tweeassige motorwagen 222 (serie 201-250 uit 1949-1952) op lijn E (Sonderlinie); 1977.
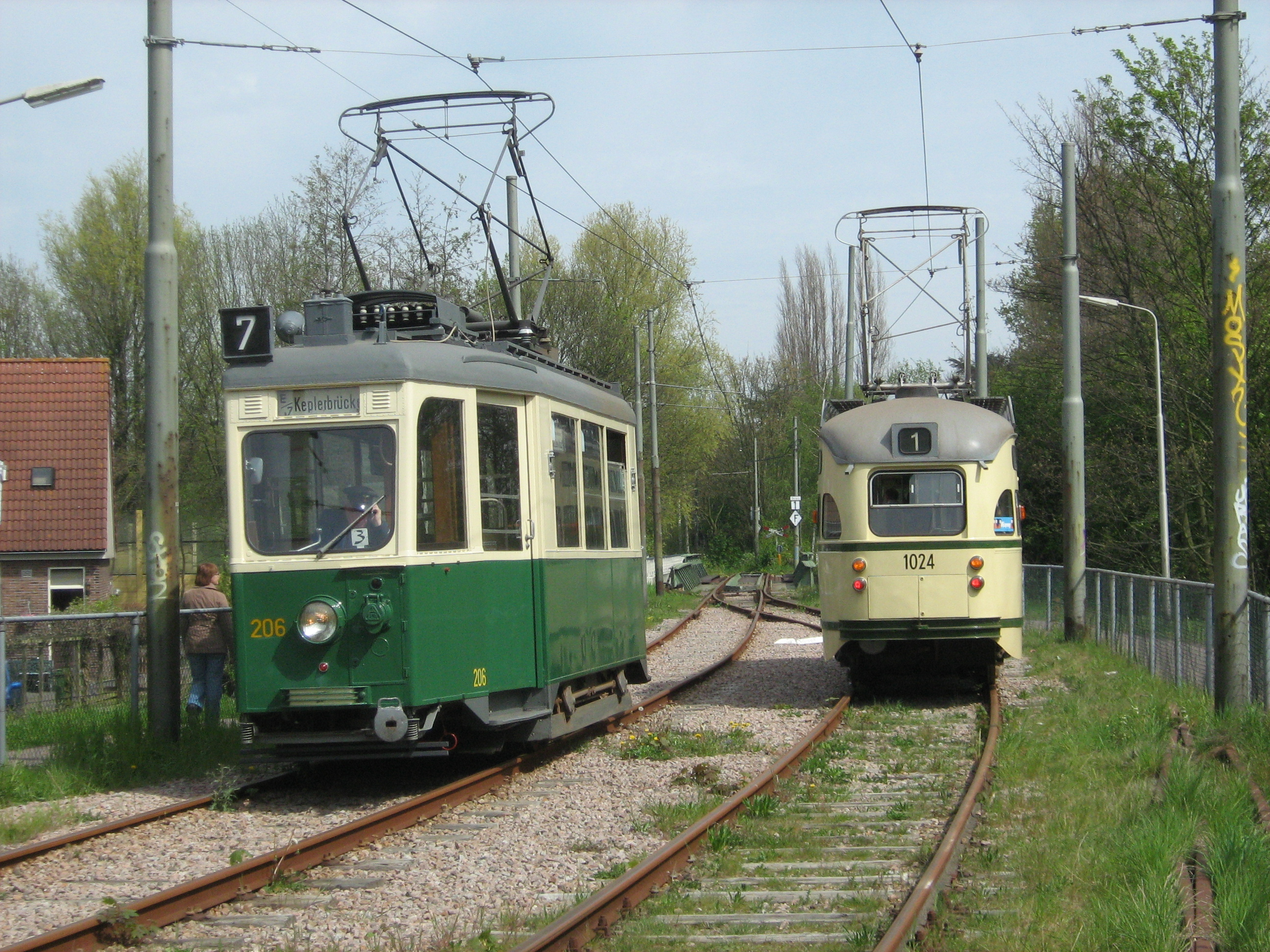
Tweeassige motorwagen 206 op de Electrische Museumtramlijn Amsterdam te Amstelveen. Deze tram is inmiddels teruggekeerd in Graz. Rechts is PCC-car HTM 1024.
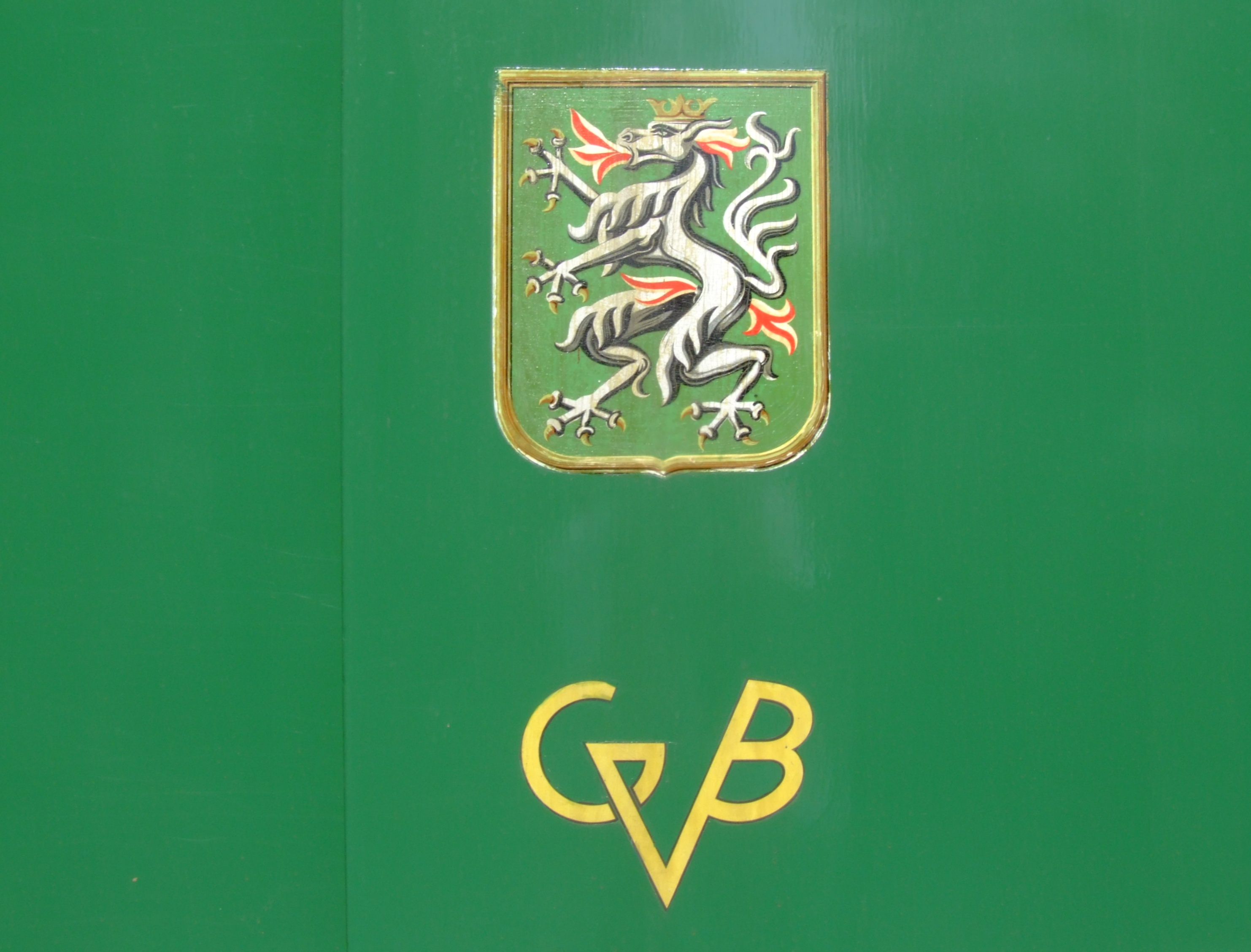
Logo van het GVB op museumtram 206.
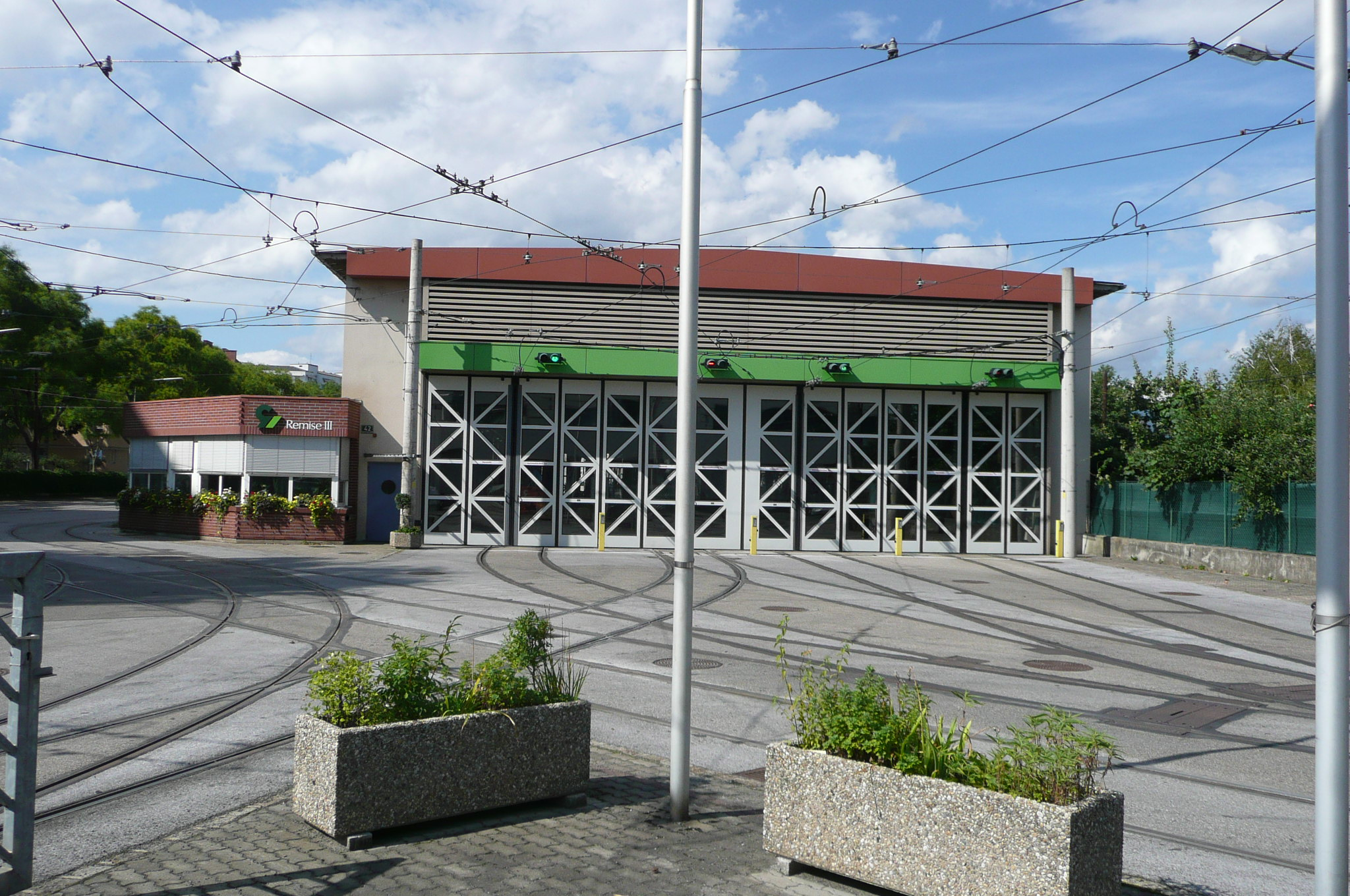
Remise III; 2007.